# Marrancos
Marrancos é uma localidade portuguesa do Município de Vila Verde que foi sede da extinta Freguesia de Marrancos, freguesia que tinha 3,29 km² de área e 504 habitantes (2011), e, por isso, uma densidade populacional de 153,2 hab/km².
A Freguesia de Marrancos foi extinta (agregada) em 2013, no âmbito de uma reforma administrativa nacional, para, em conjunto com a Freguesia de Arcozelo formar uma nova freguesia denominada União das Freguesias de Marrancos e Arcozelo

## População
| População da freguesia de Marrancos | População da freguesia de Marrancos | População da freguesia de Marrancos | População da freguesia de Marrancos | População da freguesia de Marrancos | População da freguesia de Marrancos | População da freguesia de Marrancos | População da freguesia de Marrancos | População da freguesia de Marrancos | População da freguesia de Marrancos | População da freguesia de Marrancos | População da freguesia de Marrancos | População da freguesia de Marrancos | População da freguesia de Marrancos | População da freguesia de Marrancos |
| ----------------------------------- | ----------------------------------- | ----------------------------------- | ----------------------------------- | ----------------------------------- | ----------------------------------- | ----------------------------------- | ----------------------------------- | ----------------------------------- | ----------------------------------- | ----------------------------------- | ----------------------------------- | ----------------------------------- | ----------------------------------- | ----------------------------------- |
| 1864                                | 1878                                | 1890                                | 1900                                | 1911                                | 1920                                | 1930                                | 1940                                | 1950                                | 1960                                | 1970                                | 1981                                | 1991                                | 2001                                | 2011                                |
| 238                                 | 224                                 | 244                                 | 257                                 | 306                                 | 352                                 | 349                                 | 430                                 | 432                                 | 396                                 | 412                                 | 491                                 | 583                                 | 548                                 | 1040                                |

## História
A paróquia de São Mamede de Marrancos era, em 1758, curato da apresentação do abade de Santiago de Arcozelo. Pertencia ao concelho de Penela do Minho, outrora designado (Portela de Penela). Em 24 de outubro de 1855 passa, por decreto, para o concelho (atual município) de Vila Verde.

## Património
- Capela da Sra da Guia
- Avenida Principal
- Igreja Paroquial
- Casa do Paço de Marrancos
- Casa de S. José
- Cruzeiro de Marrancos

## Museu do Linho

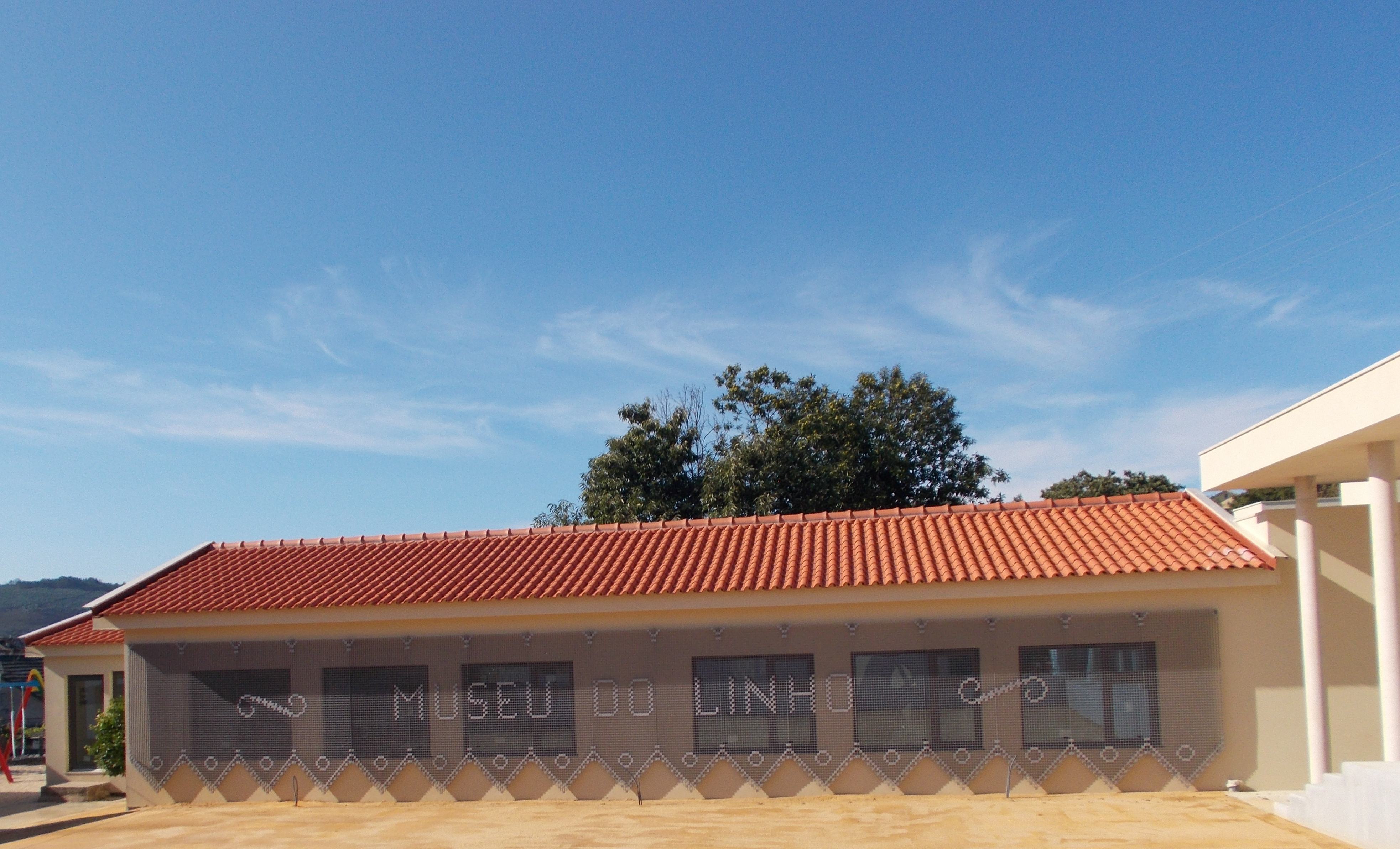
Museu do linho

Situado na antiga Escola EB de Marrancos, o museu foi criado em 2013, pelo Sr. Abílio Soares Ferreira, que doou todos os artefactos do espólio do museu permitindo ao visitante conhecer as 16 fases do ciclo do linho, da planta ao bordado.

## Lugares de Marrancos
Além da sede, a Freguesia de Marrancos compreendia os seguintes lugares:
- Arranhó (4730-281)
- Bouça (4730-280)
- Cruzeiro (4730-280)
- Devesinha (4730-280)
- Eira (4730-280)
- Forninho (4730-280)
- Igreja (4730-280)
- Moinhos (4730-280)
- Monte (4730-280)
- Monte Aforado (4730-282)
- Ordem (4730-283)
- Paço (4730-280)
- Pousada (4730-280)
- São José (4730-280)
- Vila Sambade (4730-280)
- Vinhas (4730-280)
- Rua dos amores (4730-280)

## Exploração mineira

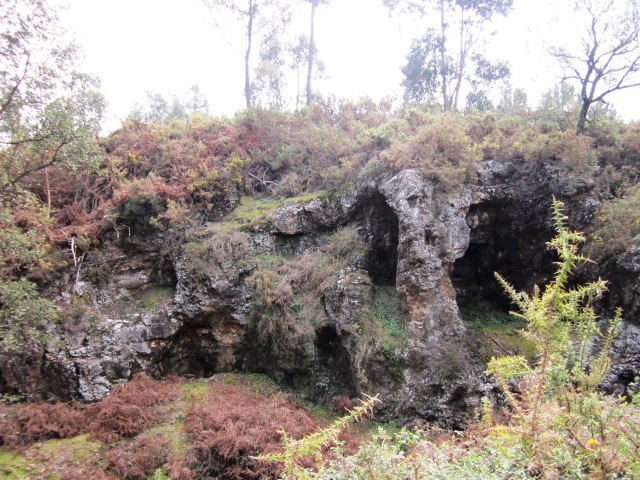
Evidência de exploração em Marrancos

Historicamente, Marrancos é um local marcado pela sua importância mineira dado as evidências de explorações romanas (trincheiras que acompanham a direcção das estruturas mineralizadas) tendo como principal objectivo a exploração do ouro (Au).
Mais tarde, já no século XX, possíveis mineralizações de Sn- W despertaram o interesse desta zona para a actividade extractiva, embora nunca tenha chegado a fase de exploração.
Nas décadas de 80 a 90, foram realizadas campanhas de prospecção por entidades ligadas às geociências, sem que um potencial mineiro da zona de Marrancos fosse realmente estabelecido.